# Stadtkirche Melsungen

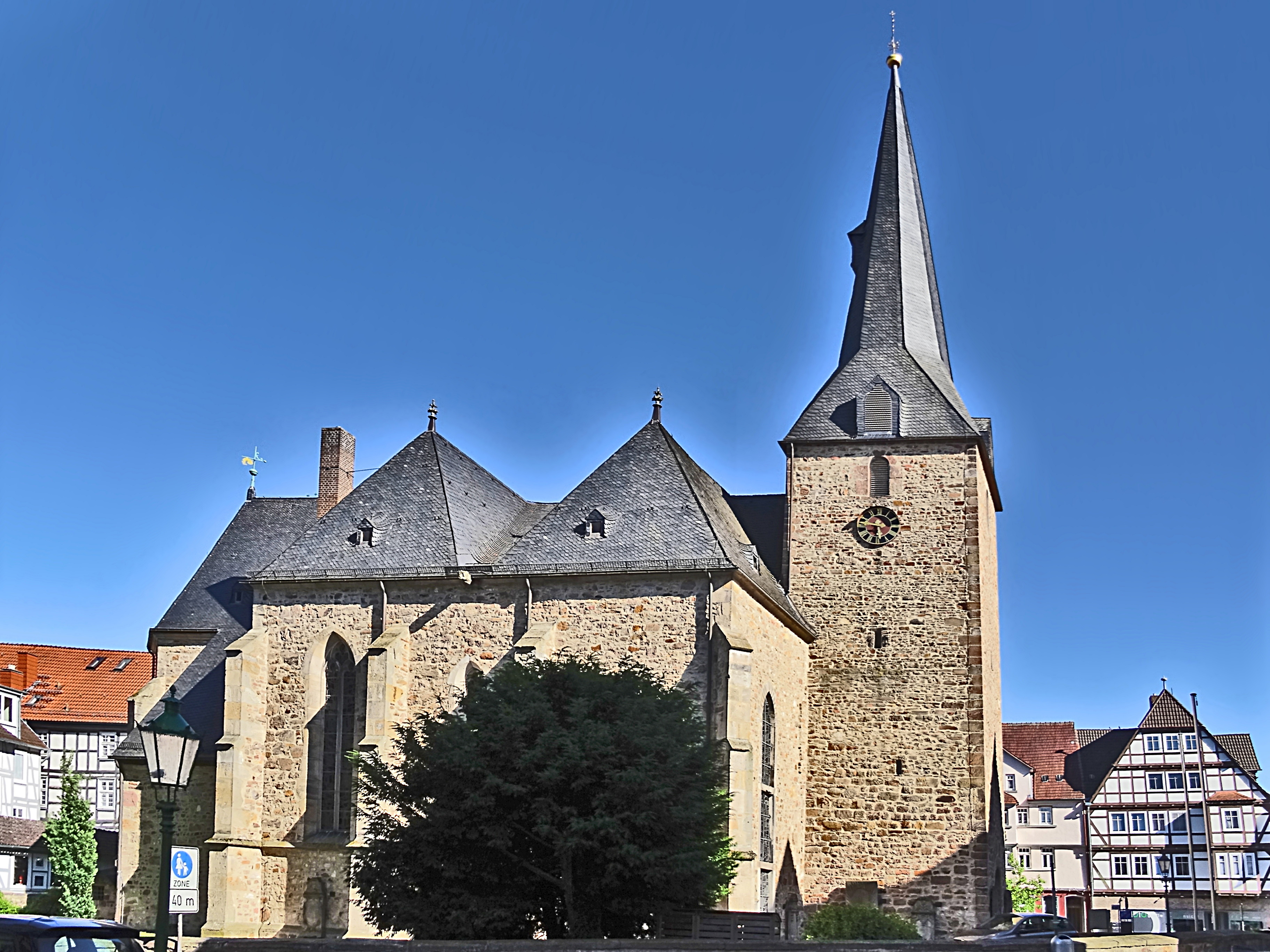
Stadtkirche

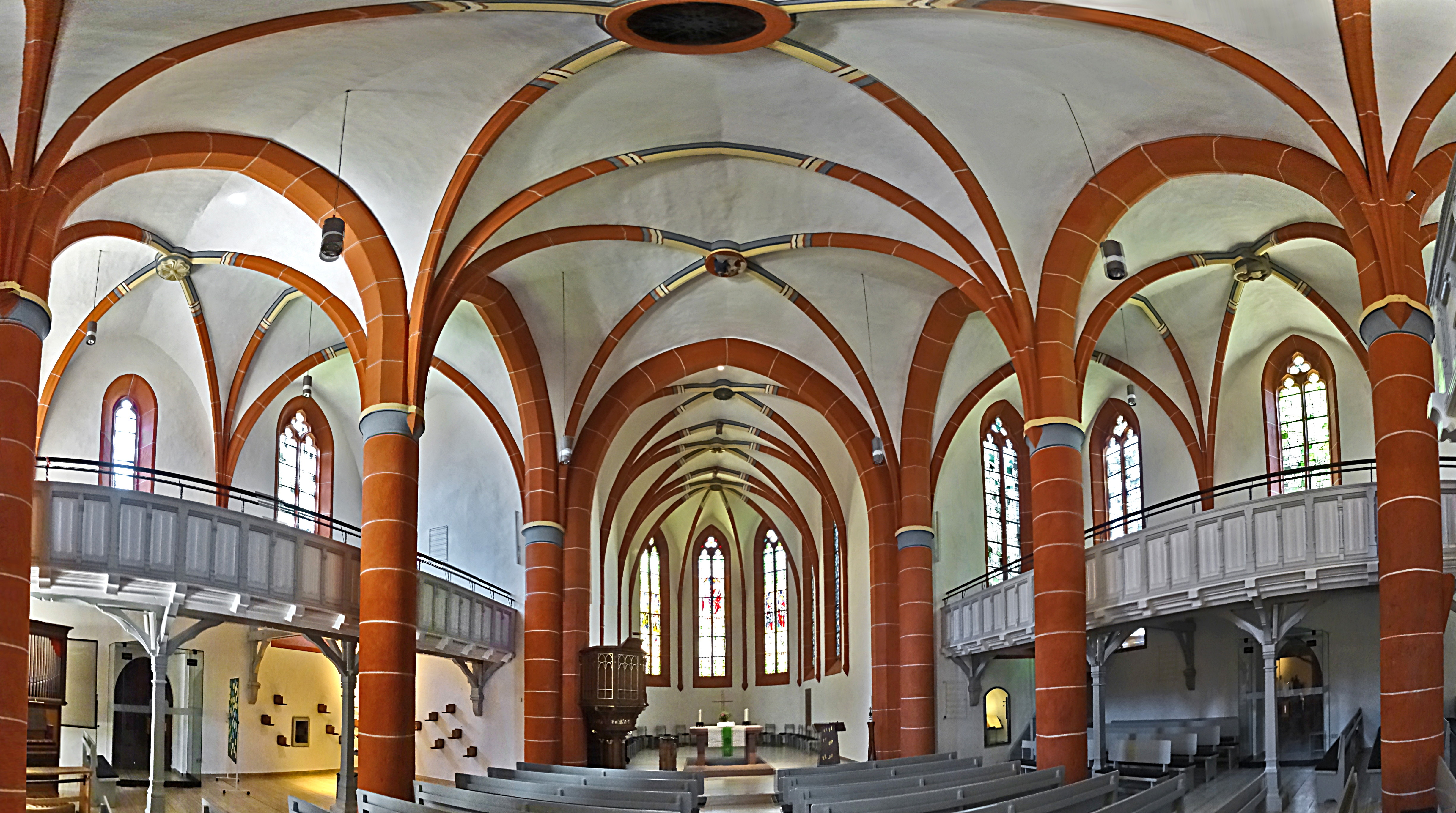
Innenraum-Panorama

Die evangelische Stadtkirche in Melsungen, eine dreischiffige Hallenkirche, ist das älteste noch vorhandene Bauwerk der Stadt. Vom romanischen Vorgängerbau ist nur der um 1230 errichtete Kirchturm erhalten. Noch vor dem Bau des Kirchenschiffs entstand der gotische Chor, der um 1355 geweiht wurde. Gegen 1420 war das Kirchenschiff vollendet. Der Turmhelm wurde erst 1435 aufgesetzt, er enthält den Glockenstuhl.

## Baugeschichte
Hermann I., Landgraf von Thüringen, erwarb 1194 Melsungen von Konrad I. von Wittelsbach, dem Erzbischof von Mainz, zurück. In der verkehrsmäßig günstigen Lage wurde daraufhin die Siedlung als regelmäßige Anlage von Straßen und Baublöcken ausgebaut. Ein Abschnitt der Salzstraße, der den Raum Fritzlar mit den Salinen von Sooden verband, verlief durch die Stadt. Er überquerte die Fulda in einer Furt. In Erwartung eines schnellen wirtschaftlichen Wachstums wurde seitlich des Hauptverkehrsweges, der heutigen Fritzlarer Straße, ein großer Marktplatz angelegt. Es ist anzunehmen, dass der Standort der ersten Kirche im westlichen Bereich dieses Platzes lag. Über ihr Aussehen ist wenig bekannt; das noch vorhandene romanische Portal dürfte der Eingang zu einer kleinen, etwa neun bis zehn Meter langen Basilika gewesen sein. Der Turm im Westen ist nach dendrochronologische Untersuchungen der älteste erhaltene Gebäudetrakt der Kirche. Seine Errichtung ab etwa 1220 bis etwa 1238 steht im Zusammenhang mit der ersten Erweiterung des ursprünglichen Bauwerks. Der Dachfirst verlief in etwa 14,50 Meter Höhe. Neigung und Höhe des damaligen Satteldaches sind, verdeckt vom späteren höheren Dach, noch im alten Putz an der Ostwand des Turmes erkennbar. Der obere Turmbereich überragte das Dach des Kirchenschiffs. Aufgrund der Bedürfnisse der Einwohner nach Repräsentation entstand nach rund 100 Jahren eine Hallenkirche, die bevorzugte Bauform bürgerlicher Pfarrkirchen im 13. und 14. Jahrhundert. Möglicherweise war zunächst eine Pseudobasilika geplant, darauf weisen Spuren im Bauwerk hin. Erst während des Baus wurden offensichtlich die gleich hohen Schiffe verwirklicht.
Wie bei mittelalterlichen Kirchenbauten häufig zu beobachten, wurde zuerst der Chor im Osten erstellt. Er konnte nach Abschluss der Dacharbeiten und anschließenden Einwölbung benutzt werden, während die Baumaßnahmen am Langhaus weitergingen. Nach einigen Verzögerungen wurden die Dächer über den Seitenschiffen errichtet. Im Zusammenhang mit der Fertigstellung des Baus wurde ein Altar im südlichen Seitenschiff aufgestellt, er war der heiligen Katharina geweiht. Der älteste Altar war der Schutzpatronin Maria gewidmet, ein zweiter den Aposteln Petrus und Paulus. Am 1. Juli 1500 kam ein Heiligkreuzaltar hinzu.
1526, nach der Einführung der Reformation in der Landgrafschaft Hessen, wurden die Altäre aufgehoben, um die alleinige Verehrung von Jesus Christus in den Mittelpunkt zu stellen. Aufgrund der neuen Form des Gottesdienstes wurden Kirchenbänke aufgestellt. Um einer größeren Anzahl von Gläubigen die Teilnahme zu ermöglichen, wurden Emporen eingebaut. Dadurch wurde die ursprüngliche Einheit des Gesamtraums zerstört. Bis zur großen Renovierung von 1886 bis 1891 fanden nur kleinere Baumaßnahmen statt. Die Wände wurden 1780 außen getüncht. Ab 1794 erhielten die Dächer eine Schieferdeckung. 1822 wurde der Turmhelm repariert.
1886 war in der Deutschen Bauzeitung ein Architekturwettbewerb für die Restaurierung und Neuausstattung der Stadtkirche Melsungen ausgeschrieben worden, den Professor Artur Schröder aus Hannover gewann. Der Auftrag für die Restaurierung des Innenraums einschließlich der Ausstattung, wie Kanzel, Gestühl, Emporen, Türen, Fensterverglasung und Beleuchtung wurde jedoch an den Kasseler Architekten Louis Angermann vergeben, der sie in stilistischer Übereinstimmung mit dem Bauwerk in neugotischen Formen ausführte. Bei der puristischen Restaurierung der Kirche unter Gottfried Ganßauge ab 1955 wurden die damals als störend empfundenen Veränderungen des 19. Jahrhunderts zurückgenommen, so dass von diesen nur noch die Emporen, die Kanzel, die Fenster im Chor sowie die Türen der Sakristei und des Nordportals vorhanden sind.

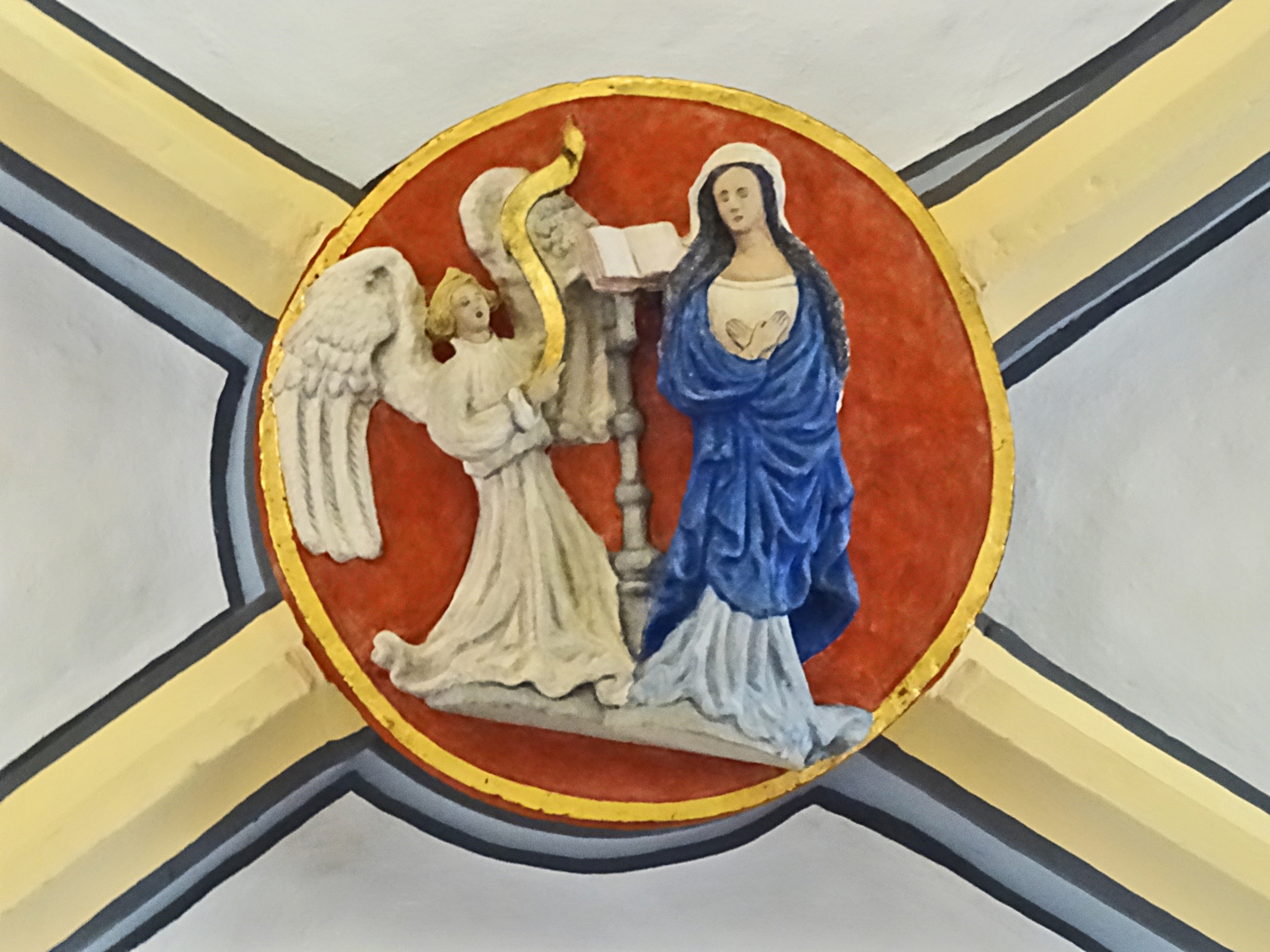
Gewölbeschlussstein

## Baubeschreibung
Die Kirche steht auf dem ehemaligen Kirchhof der Stadt, der an drei Seiten von den ihn umgebenden Straßen durch eine Mauer abgegrenzt ist. Die an den Außenmauern der Kirche aufgestellten Grabsteine stammen jedoch von dem bereits ab 1556 genutzten Friedhof beim Eulenturm vor der Stadtmauer. Ihre Architekturgrundform ist in niederhessischen Stadtkirchen des späten Mittelalters öfters anzutreffen.

### Kirchenschiff
Ein Langhaus ist durch drei gleich hohe Schiffe zu jeweils drei Jochen als Halle ausgebildet, an das sich ein gestreckter Chor mit fünfachtel Schluss anfügt. Langhaus und Chor haben außen gestufte Strebepfeiler. Die Fenster von Langhaus und Chor sind, bis auf zwei kleinere an der Nordseite, von fast gleicher Höhe und haben einfache, schräge Gewände. Ein Anbau in der Nordostecke beherbergt die Sakristei. Das Bruchsteinmauerwerk ist heute unverputzt. Es wird an den Ecken, den Fenstern und Türen, den Strebepfeilern sowie den Gesimsen durch Werksteine ergänzt. Das Dach des Langhauses besteht aus zwei quergestellten Walmdächern, die von einem Satteldach, das sich über den Chor hinzieht, in Längsrichtung gekreuzt werden.
Das Langhaus ist ca. 20 Meter breit und ca. 17 Meter lang. Über die drei Joche des Mittelschiffes sind querrechteckige Kreuzrippengewölbe gespannt, über den Seitenschiffen sind sie quadratisch. Die Gewölbe und Bögen des Langhauses ruhen auf vier Rundpfeilern, vier Halbsäulen und kleinen Konsolen an den Außenwänden. Der Chor hat zwei überwölbte Joche.

### Turm
Im Westen wurde der ältere Turm einbezogen.

#### Bauwerk
Der Turm ist ohne Helm etwa 18 Meter hoch und hat einen nahezu quadratischen Grundriss. Unterhalb der Dachtraufe besitzt er vier Bogenfenster, das östliche ist vom Dach des Kirchenschiffs verdeckt. Sein Helm von 20 Metern Höhe, der achtseitig spitz ausläuft, wurde ihm 1433–34 aufgesetzt. Er erhielt 1878 vier Dachgauben als Klangarkaden. Hinter ihnen ist der Glockenstuhl untergebracht.

#### Glocken

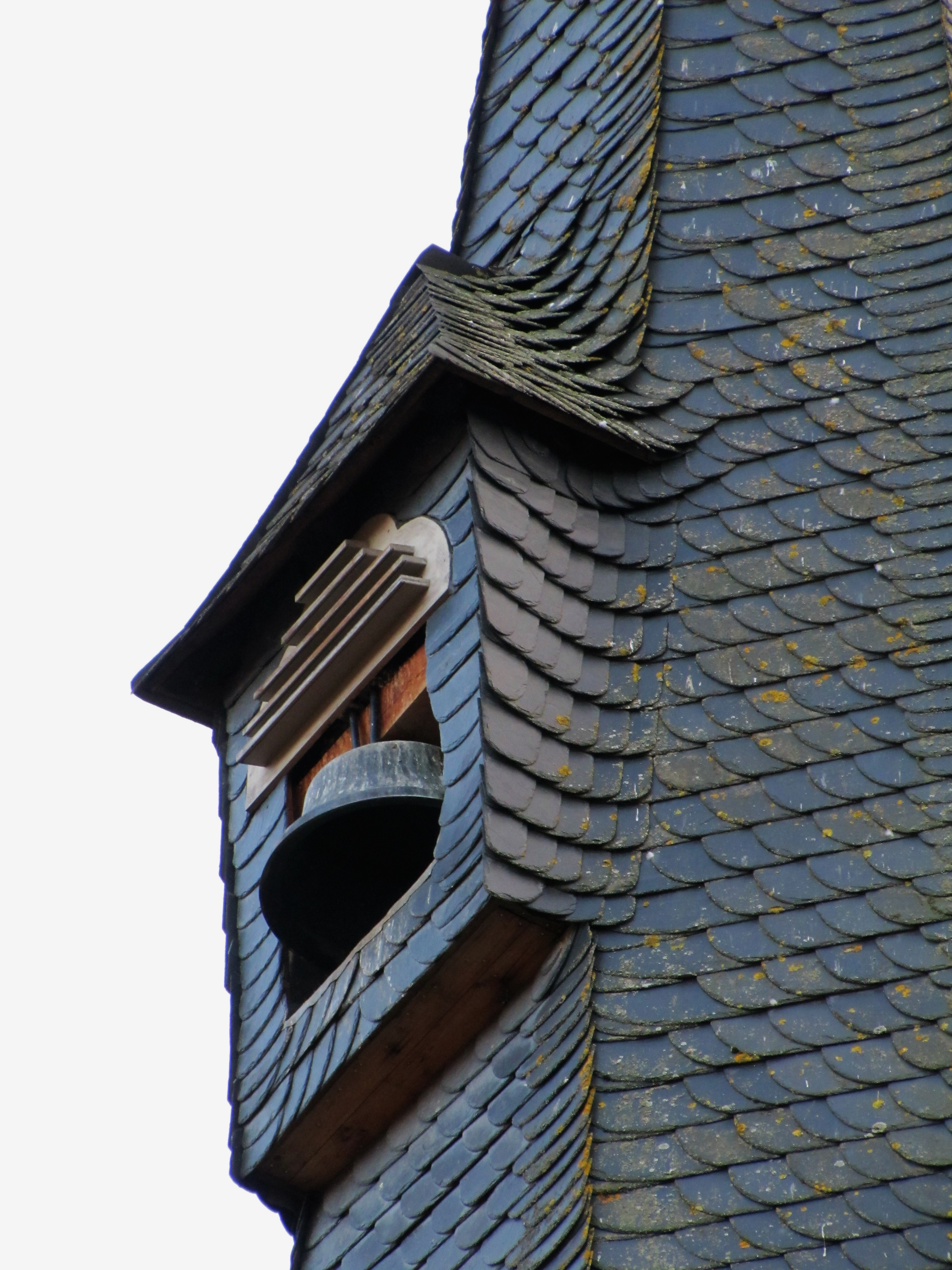
Stundenglocke

Von den vier Glocken stammen zwei wahrscheinlich noch aus der Zeit der Vollendung des Turmhelms. Eine dritte Glocke aus dieser Zeit war 1847 zersprungen und daraufhin umgegossen worden. Diese Glocke musste 1917 für Kriegszwecke abgeliefert werden, das gleiche Schicksal erlitt die 1922 an ihre Stelle getretene Glocke im Zweiten Weltkrieg.
| Gießjahr | Schlagton | Inschrift                                     |
| -------- | --------- | --------------------------------------------- |
| um 1435  | a′        | o maria o rex glorie xpe veni nobis cum pace  |
| um 1435  | c′′       | o rex glorie ihesu christe veni cum pace amen |
| 1950     | g′        |                                               |
| 1950     | h′        |                                               |

Noch höher, hinter einer überdachten Luke an der Ostseite des Helms befindet sich die Stundenglocke. Der Hauptzugang in das Innere ist ein romanisches Stufenportal in der Turmwand zum Kirchenschiff. Im ursprünglich überwölbten Vorraum im Turm wird heute der Rest einer neugotischen Fensterverglasung von 1893 gezeigt.

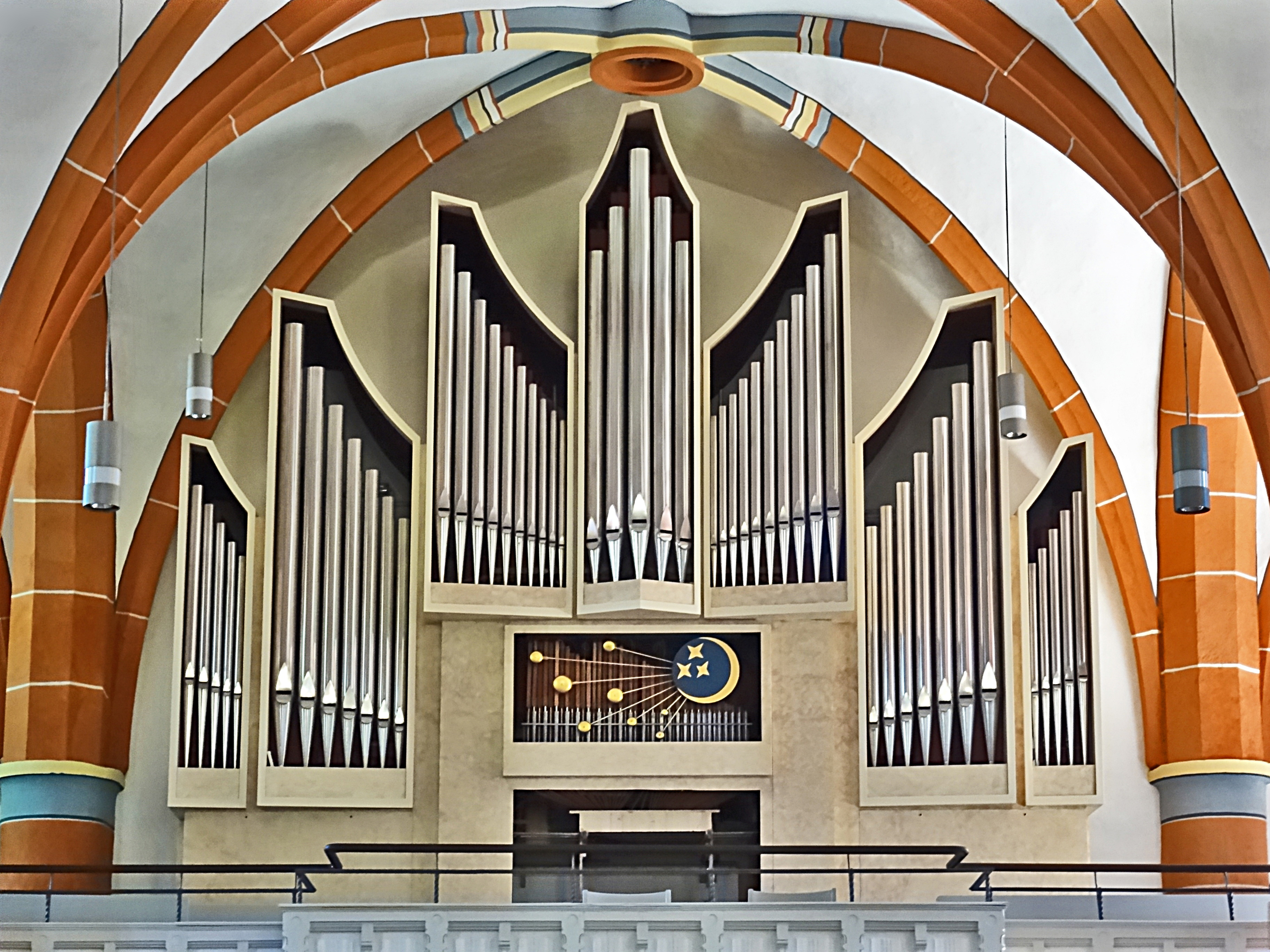
Noeske-Orgel nach der Sanierung durch die Orgelbauwerkstatt Rotenburg

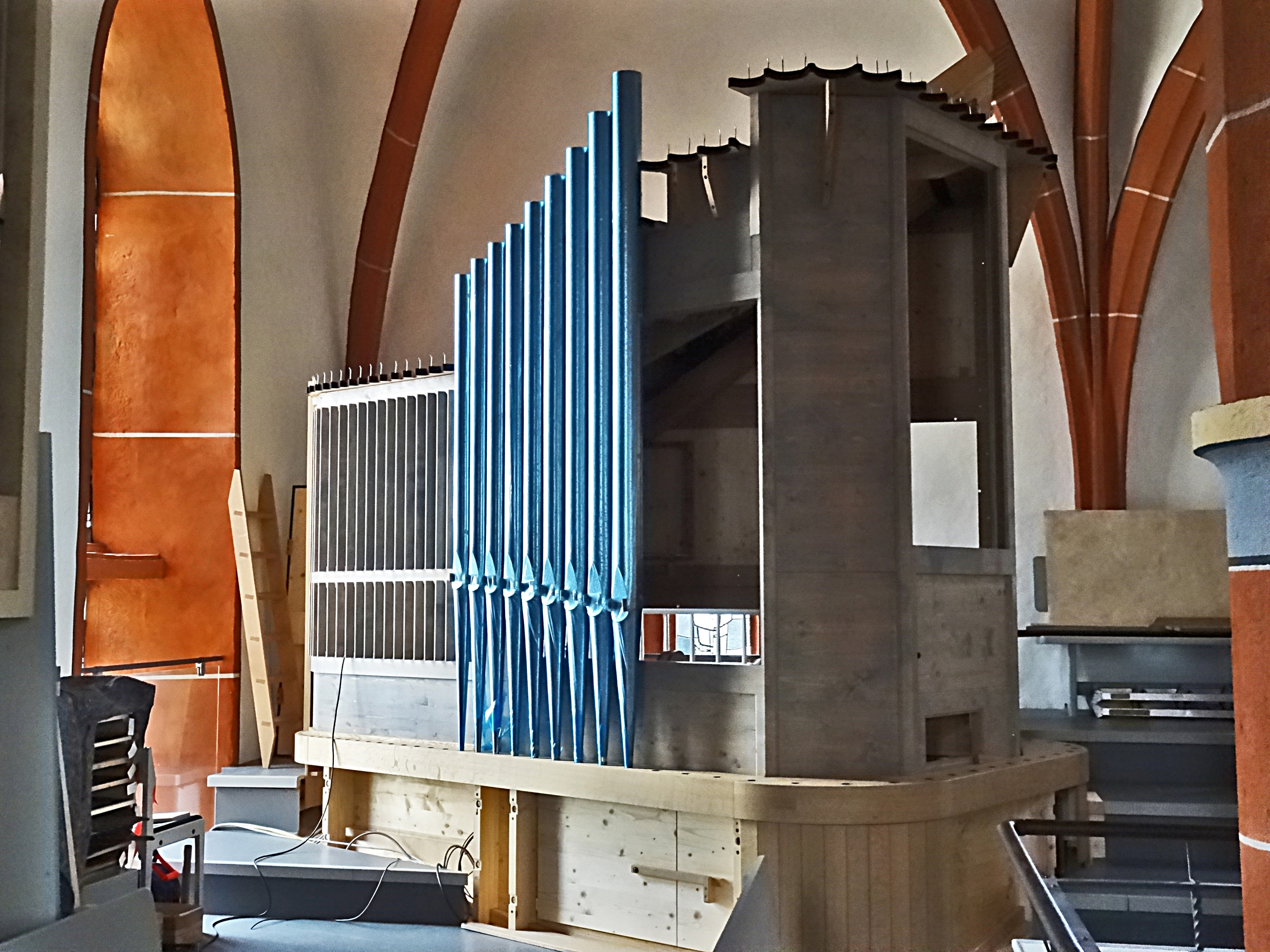
Auxiliarwerk der Orgelbauwerkstatt Rotenburg, im Bau

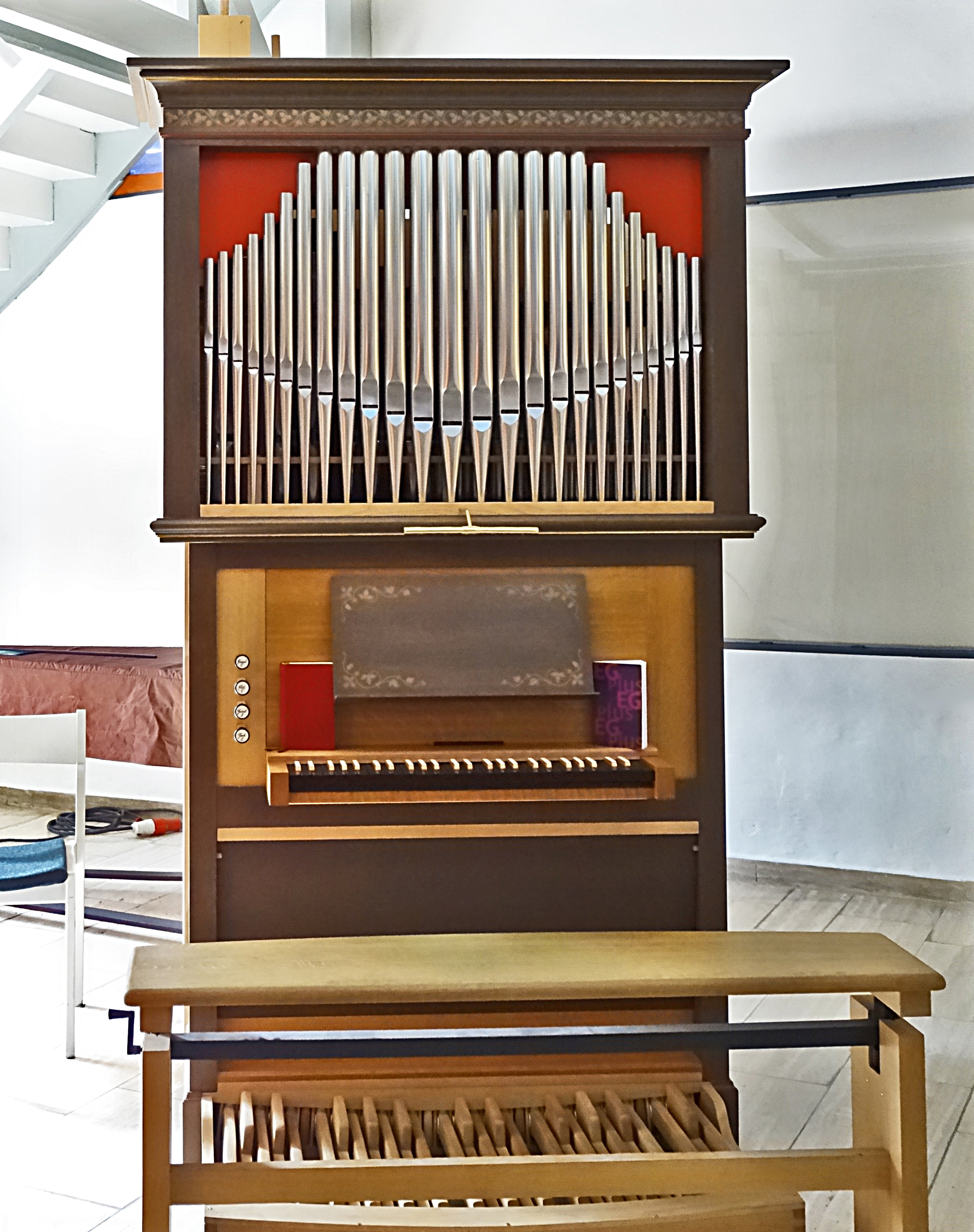
Orgelpositiv

### Orgeln
1730 wurde eine Orgel mit reich geschnitztem Prospekt aufgestellt. 1798 und nochmals 1819 wurde sie vom Orgelbauer Georg Wilhelm Wilhelmy überholt. Bei der großen Renovierung im ausgehenden 19. Jahrhundert erhielt die Kirche eine neue Orgel der Gebrüder Euler. 1969 wurde eine neue Orgel von Dieter Noeske gebaut. Sie hatte 27 Register, zwei Manuale und ein Pedal. An der Schleiflade endeten die mechanische Spieltraktur und die elektrische Registertraktur.
In den Jahren 2021 bis 2024 sanierte die Orgelbauwerkstatt Rotenburg die Noeske-Orgel (Hauptorgel: 34 Register, zwei Manuale und ein Pedal), digitalisierte den Spieltisch und errichtete ein eigenständiges Auxiliarwerk mit einem zusätzlichen (dritten) Manual und 13 Registern als Schwellwerk zur Erweiterung und Unterstützung der Hauptorgel.
Die umgebaute und erweiterte Orgel erklang zum ersten Mal im Rahmen eines Festgottesdienst am Pfingstmontag, 20. Mai 2024. Bezirkskantorin Kornelia Kupski spielte Werke von Johann Sebastian Bach, Max Reger, Olivier Messiaen und Théodore Dubois.